# Вилхелмина Датска
Вилхелмина Мария Датска (на датски: Vilhelmine Marie af Danmark og Norge; на немски: Wilhelmine Marie von Dänemark; * 18 януари 1808, Кил; † 30 май 1891, Глюксбург, Шлезвиг-Холщайн) от рода Олденбург, е принцеса от Дания и Норвегия и чрез женитби наследствена принцеса на Дания и херцогиня на Шлезвиг-Холщайн-Зондербург-Глюксбург (1838 – 1878).

## Биография
Тя е най-малката дъщеря на датския и норвежки крал Фредерик VI (1768 – 1839) и съпругата му принцеса Мария София Фридерика фон Хесен-Касел (1767 – 1852), дъщеря на ландграф Карл фон Хесен-Касел (1744 – 1836) и принцеса Луиза Датска (1750 – 1831), дъщеря на датския крал Фредерик V (1723 – 1766) и първата му съпруга Луиза Британска (1724 – 1751).
Вилхелмина Датска се омъжва на 1 ноември 1828 г. в Копенхаген за нейния братовчед принц и по-късен крал Фредрик VII от Дания (* 6 октомври 1808, Копенхаген; † 15 ноември 1863, Глюксбург), крал на Дания (1848 – 1863), син на датския крал Кристиан Фредерик (1786 – 1848) и първата му съпруга херцогиня Шарлота Фридерика фон Мекленбург-Шверин (1784 – 1840). Бракът е нещастен и бездетен. Те се разделят през 1834 г. и се развеждат на 4 септември 1837 г.
Вилхелмина Датска се омъжва втори път на 19 май 1838 г. в дворец Амалиенборг, Копенхаген, за пет години по-младия ѝ братовчед херцог Карл фон Шлезвиг-Холщайн-Зондербург-Глюксбург (* 30 септември 1813; † 24 октомври 1878), най-големият син на херцог Фридрих Вилхелм фон Шлезвиг-Холщайн-Зондербург-Глюксбург (1785 – 1831) и принцеса Луиза Каролина фон Хесен-Касел (1789 – 1867), дъщеря на ландграф Карл фон Хесен-Касел (1744 – 1836) и принцеса Луиза Датска (1750 – 1831), дъщеря на датския крал Фредерик V. По-малкият му брат Кристиан IX (1818 – 1906) е крал на Дания (1863 – 1906). Бракът е бездетен.
През 1864 г. Херцогството Глюксбург става пруско и Карл загубва херцогската си титла. Те се оттеглят в дворец Глюксбург, който им дава пруския крал.
Вилхелмина Датска умира бездетна на 30 май 1891 г. на 83 г. в Глюксбург, тогава намиращ се в състава на Прусия, и е погребана до втория си съпруг в херцогския мавзолей в градското гробище.